# Atatürkstatue (Izmir)

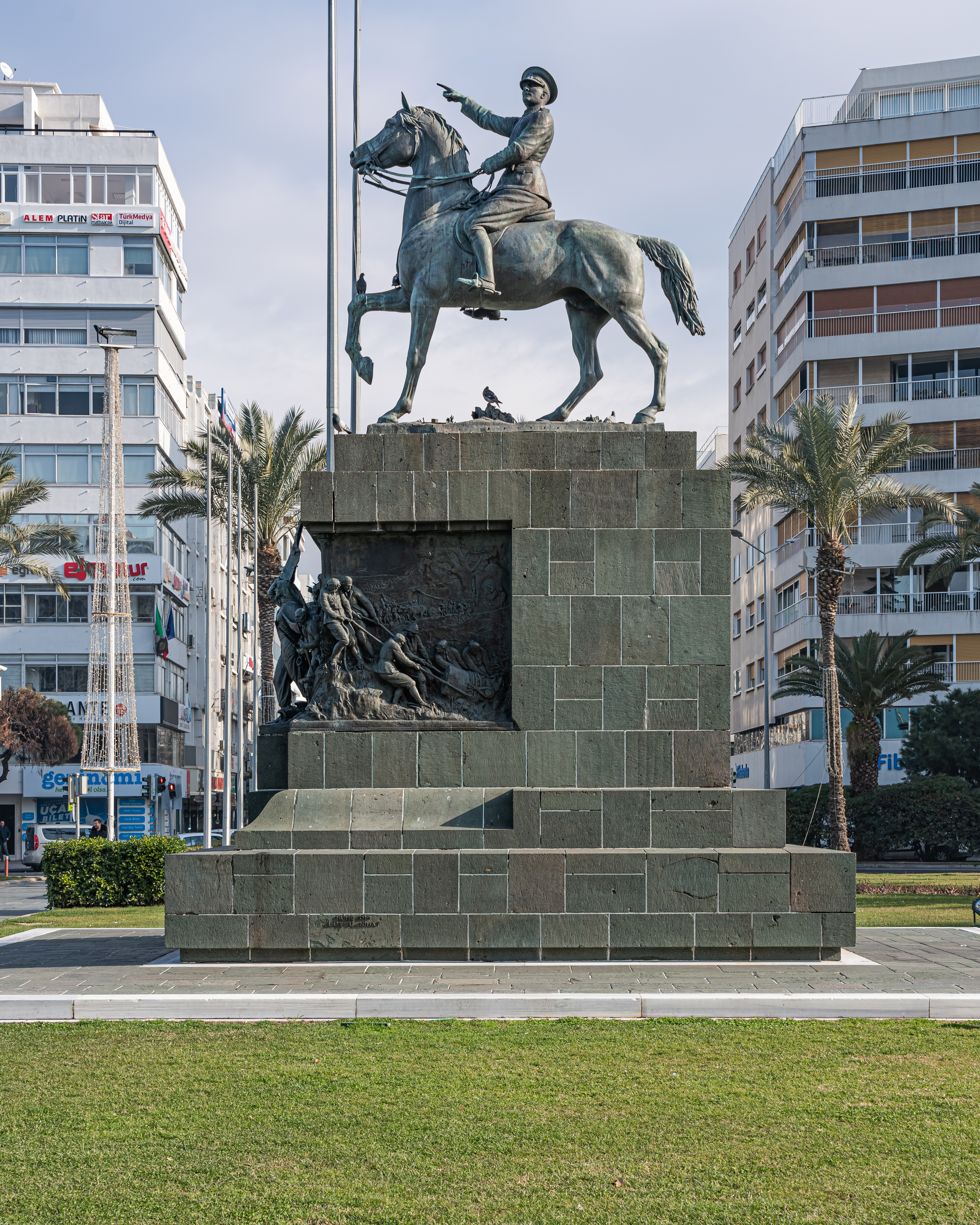
Atatürk-Denkmal von Izmir

Das Atatürk-Denkmal (türkisch İzmir Atatürk Anıtı) ist ein Monument in der westtürkischen Hafenstadt Izmir, das dem Befreiungskrieg gewidmet ist und den Staatsgründer der Türkei, Mustafa Kemal Atatürk, als Reiter abbildet. Das Denkmal befindet sich in der „Straße der Republik“. Diese Straße befindet sich an der Küste von Izmir, das Denkmal selbst befindet sich 60 Meter südöstlich der Golf von Izmir des Ägäischen Meeres.
Nach der Einnahme von Izmir 1922, welche die Besetzung von Izmir beendete, entschieden sich die Stadtverwaltung und der Gouverneur von Izmir in den 1920er Jahren, ein Denkmal zu errichten, das dem Staatsgründer der Türkischen Republik und Vorsitzenden der Republikanischen Volkspartei (CHP), Gazi Mustafâ Kemâl Pascha gewidmet sein sollte. Im Jahre 1929 wurde der Auftrag für den Bau an Pietro Canonica, einen italienischen Bildhauer erteilt, der 1928 zuvor die Atatürk-Statue am Denkmal der Republik (Cumhuriyet Anıtı) des Taksim-Platzes in Istanbul entwarf. Der Sockel der Statue wurde vom türkischen Architekten Asım Kömürcü entworfen. Das Atatürk-Denkmal wurde schließlich am 27. Juli 1932 aufgestellt.
Der für den Sockel verwendete Marmor ist der rote Marmor aus Afyonkarahisar, während die Statue aus Bronze besteht. Die Statue zeigt Atatürk auf einem Ross im türkischen Befreiungskrieg, während auf dem Sockel Bilder aus dem Krieg abgebildet werden. Atatürks bekanntes Zitat “Armeen, euer erstes Ziel ist das Mittelmeer” ist dort eingraviert.